# 佩里耶 (多姆山省)
佩里耶（法語：Perrier，法語發音：[pɛʁje]）是法国多姆山省的一个市镇，位于该省南部，伊苏瓦尔市区以西。属于伊苏瓦尔区。

## 地理
佩里耶（45°32'41"N, 3°12'6"E）面积6.37 平方千米，位于法国奥弗涅-罗讷-阿尔卑斯大区多姆山省，该省份为法国中南部省份，北起阿列省接壤，东临卢瓦尔省，南至上盧瓦爾省和康塔爾省，西接科雷兹省和克勒兹省。
与佩里耶接壤的市镇（或旧市镇、城区）包括：帕尔迪讷、伊苏瓦尔、梅约、索利尼亚。

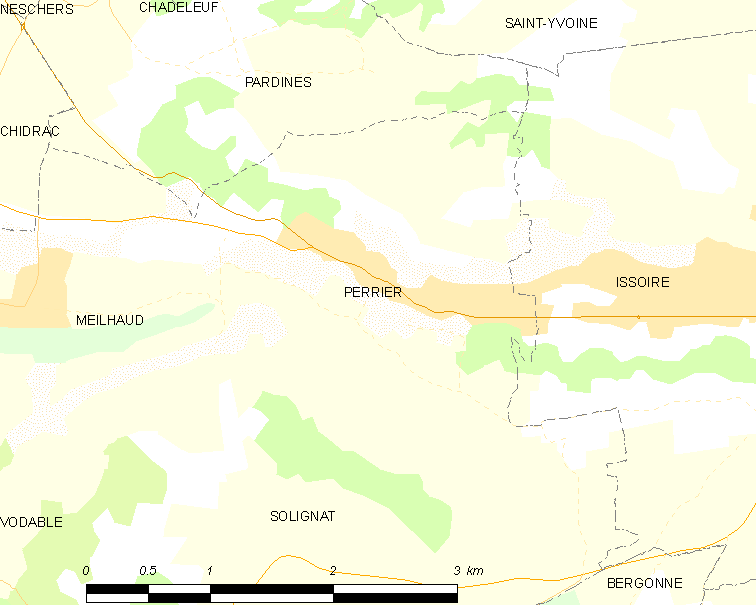
的OSM定位图

佩里耶的时区为UTC+01:00、UTC+02:00（夏令时）。

## 行政
佩里耶的邮政编码为63500，INSEE市镇编码为63275。

## 政治
佩里耶所属的省级选区为伊苏瓦尔县。

## 人口

1962-2008年间人口变化图示

佩里耶于2022年1月1日时的人口数量为912人。